# Natalia Betancurt
Natalia Andrea Betancurt Callejas (Bogotá, 4 de abril de 1980) es una actriz, modelo, cantante y compositora colombiana que se ha destacado gracias a las telenovelas y series en las que ha aparecido. Desde su primer protagónico en La guerra de las Rosas.

## Biografía
Inició en la televisión a los 14 años teniendo pequeños papeles en series juveniles colombianas como O todos en la cama. Después de eso tuvo los protagónicos que la llevaron a la fama como fue el papel Rosa María Henao y María Arboleda, en las telenovelas La guerra de las Rosas y María Madrugada respectivamente.
Después de María Madrugada se decidió ir a vivir a Miami, y estuvo ausente de la televisión colombiana por alrededor de 6 años hasta que finalmente en 2008, regresa a su natal Colombia a aparecer en la telenovela El cartel de los sapos.

## Filmografía

### Televisión
| Año       | Título                                 | Personaje        |
| --------- | -------------------------------------- | ---------------- |
| 2023      | La vida después del reality            | Laura Ortiz      |
| 2018      | Nicky Jam: El Ganador                  | Paola Murillo    |
| 2018      | Debora la mujer que desnudó a Colombia | Lucy             |
| 2013      | Muñeca brava                           | Andrea Villamil  |
| 2011      | La bruja                               | Paulina          |
| 2008      | El cartel                              | Juliana Morales  |
| 2002      | María Madrugada                        | María Arboleda   |
| 1999      | La guerra de las Rosas                 | Rosa María Henao |
| 1998      | Carolina Barrantes                     | Silvana          |
| 1997      | Juliana, ¡qué mala eres!               | Mónica           |
| 1996      | Leche                                  | Julieta          |
| 1995      | El día es hoy                          | Adriana          |
| 1995-1998 | Dejémonos de vainas                    | Monina           |
| 1994      | O todos en la cama                     | Totoya           |

## Reality
| Año  | Título                     | Rol        |
| ---- | -------------------------- | ---------- |
| 2016 | Bailando con las estrellas | Ella misma |